# まんがタイムきららフォワード
『まんがタイムきららフォワード』（まんがタイムきららForward）は、芳文社が発行する漫画雑誌である。原則として毎月24日に翌々月号を発売（ただし、地域によって発売日が異なる場合がある）。装丁はB5判の平綴じ。

## 特徴・内容の傾向
『まんがタイムきらら』、『まんがタイムきららキャラット』、『まんがタイムきららMAX』に続く4番目の『きらら』系雑誌として創刊されたが、他誌が4コマ誌なのに対し、本誌はストーリー誌である。そのため4コマ漫画の小ゴマでは表現しづらい大ゴマを使ったシーンが、他の『きらら』系雑誌に比べて多い。またSFやファンタジーなどを題材とした作品も多く、この点でも他の『きらら』系雑誌と区別される。
キャッチコピーは「ビジュアルストーリーコミック誌」。きらら系雑誌で共通して用いられる「ドキドキ☆ビジュアル（D☆V）」は第1号の表紙に略称が記載されているのみで、姉妹誌という表現もない。ただし、他のきらら系雑誌でも連載経験を持つ作家がいる、読者プレゼントの当選者発表がかつては『キャラット』誌で行われていた、単行本が「まんがタイムKRコミックス」のレーベルで発行（基本的にB6判コミックス）されるなど、関連は深い。

## 歴史

### 他誌増刊時代
通巻号数はVol.1 - 10まで刊行。
- 2006年
  - 3月23日 - 『まんがタイムきらら』2006年5月号増刊として創刊（Vol.1）。
  - 7月24日 - 『まんがタイムきらら』2006年9月号増刊としてVol.2発売。
  - 11月24日 - 『まんがタイムきらら』2007年1月号増刊としてVol.3発売。
- 2007年
  - 1月24日 - 『まんがタイムきらら』2007年3月号増刊としてVol.4発売。
  - 2月24日 - 『まんがタイムきらら』2007年4月号増刊としてVol.5発売。この号より毎月刊行となる。
  - 7月24日 - 『まんがタイムきらら』2007年9月号増刊としてVol.10発売。この号が増刊誌最後の刊行となる。

### 独立創刊以降
2024年3月23日現在、通巻号数はNO.200まで、創刊年数は17年目。
- 2007年8月24日 - 『まんがタイムきららフォワード』2007年10月号で独立創刊。それにともない通巻号数もNO.1となる。
- 2011年9月24日 - 『まんがタイムきららフォワード』2011年11月号が刊行。この号で通巻号数がNO.50になる。
- 2015年11月24日 - 『まんがタイムきららフォワード』2016年1月号が刊行。この号で通巻号数がNO.100になる。
- 2020年1月24日 - 『まんがタイムきららフォワード』2020年3月号が刊行。この号で通巻号数がNO.150になる。
- 2024年3月23日 - 『まんがタイムきららフォワード』2024年5月号が刊行。この号で通巻号数がNO.200になる。

### まんがタイムKRコミックス
詳細事項は、まんがタイムきらら#まんがタイムKRコミックスと関連商品を参照。
- 2007年8月27日 - 「まんがタイムKRコミックス」として『S線上のテナ』第1巻が、B6判で刊行される。KIRARA MENU 150。
- 2008年11月12日 - 「まんがタイムKRコミックス」として『桃色シンドローム』第3巻が、B6判で刊行される。KIRARA MENU 250。この月のよりストーリー系 B6判コミックスは、毎月27日刊行→毎月12日刊行に変更される。

## メディアミックス

### ドラマCD化作品
各作品に詳細あり。2014年5月現在。
- 『純真ミラクル100%』 - 発売日：2009年5月27日
- 『S線上のテナ』 - 発売日：2009年7月24日
- 『トランジスタ・ティーセット〜電気街路図〜』 - 発売日：2009年11月26日
- 『はぢがーる』 - 発売日：2014年4月24日

### アニメ化作品
各作品に詳細あり。2024年11月現在。

#### テレビアニメ
| 作品                  | 放送年月                 | アニメーション制作 | 備考     |
| --------------------- | ------------------------ | ------------------ | -------- |
| 夢喰いメリー          | 2011年1月 - 4月          | J.C.STAFF          |          |
| ハナヤマタ            | 2014年7月 - 9月          | マッドハウス       |          |
| がっこうぐらし!       | 2015年7月 - 9月          | Lerche             |          |
| あんハピ♪             | 2016年4月 - 6月          | SILVER LINK.       |          |
| ゆるキャン△（アニメ） | 2018年1月 - 3月（第1期） | C-Station          | [ 注 1 ] |
| ゆるキャン△（アニメ） | 2021年1月 - 4月（第2期） | C-Station          | [ 注 1 ] |
| ゆるキャン△（アニメ） | 2024年4月 - 6月（第3期） | エイトビット       | [ 注 1 ] |
| ゆるキャン△（アニメ） | 未公表（第4期）          | 未公表             | [ 注 1 ] |
| はるかなレシーブ      | 2018年7月 - 9月          | C2C                |          |
| 球詠                  | 2020年4月 - 6月          | studio A-CAT       |          |
| スローループ          | 2022年1月 - 3月          | CONNECT            |          |

#### OVA
| 作品                | 発売日        | アニメーション制作 |
| ------------------- | ------------- | ------------------ |
| みのりスクランブル! | 2012年2月15日 | ufotable           |

#### 厳密には『きららフォワード』だけの連載作品ではない作品
| 作品                                               | 放送年月                 | アニメーション制作  | 備考 |
| -------------------------------------------------- | ------------------------ | ------------------- | --- |
| ドージンワーク                                     | 2007年7月 - 9月          | REMIC               | 『まんがタイムきららキャラット』で同時連載 |
| 魔法少女まどか☆マギカ                              | 2011年1月 - 4月          | シャフト            | 2012年10月・2013年10月映画公開、新作映画公開予定 テレビアニメ版・映画版共に『きららフォワード』で連載せずに、「まんがタイムKRコミックス フォワードシリーズ」で漫画版単行本を発行。 |
| マギアレコード 魔法少女まどか☆マギカ外伝（アニメ） | 2020年1月 - 3月（第1期） | シャフト            | 同名ゲームが原作。『きららフォワード』連載分はゲーム版メインストーリーのコミカライズ（アナザーストーリーは『COMIC FUZ』で連載）。 『魔法少女まどか☆マギカ』関連漫画作品の本誌掲載タイトルは『魔法少女かずみ☆マギカ〜The innocent malice〜』『魔法少女すずね☆マギカ』『巴マミの平凡な日常』『マギアレコード』及び『まんがタイムきらら☆マギカ』連載作品のゲスト掲載であり、『まどか☆マギカ』の世界観や設定等を流用したコミカライズ作品やアンソロジーコミックにあたる。 関連漫画作品については「魔法少女まどか☆マギカの漫画作品」も参照。 |
| マギアレコード 魔法少女まどか☆マギカ外伝（アニメ） | 2021年8月 - 9月（第2期） | シャフト            | 同名ゲームが原作。『きららフォワード』連載分はゲーム版メインストーリーのコミカライズ（アナザーストーリーは『COMIC FUZ』で連載）。 『魔法少女まどか☆マギカ』関連漫画作品の本誌掲載タイトルは『魔法少女かずみ☆マギカ〜The innocent malice〜』『魔法少女すずね☆マギカ』『巴マミの平凡な日常』『マギアレコード』及び『まんがタイムきらら☆マギカ』連載作品のゲスト掲載であり、『まどか☆マギカ』の世界観や設定等を流用したコミカライズ作品やアンソロジーコミックにあたる。 関連漫画作品については「魔法少女まどか☆マギカの漫画作品」も参照。 |
| マギアレコード 魔法少女まどか☆マギカ外伝（アニメ） | 2022年4月（第3期）       | シャフト            | 同名ゲームが原作。『きららフォワード』連載分はゲーム版メインストーリーのコミカライズ（アナザーストーリーは『COMIC FUZ』で連載）。 『魔法少女まどか☆マギカ』関連漫画作品の本誌掲載タイトルは『魔法少女かずみ☆マギカ〜The innocent malice〜』『魔法少女すずね☆マギカ』『巴マミの平凡な日常』『マギアレコード』及び『まんがタイムきらら☆マギカ』連載作品のゲスト掲載であり、『まどか☆マギカ』の世界観や設定等を流用したコミカライズ作品やアンソロジーコミックにあたる。 関連漫画作品については「魔法少女まどか☆マギカの漫画作品」も参照。 |
| アルドノア・ゼロ                                   | 2014年7月 - 9月（第1期） | A-1 Pictures TROYCA | 『きららフォワード』で連載せずに、「まんがタイムKRコミックス フォワードシリーズ」で漫画版単行本を発行。『サクラクエスト』は第1巻第1話が2017年6月号に先行掲載された。 |
| アルドノア・ゼロ                                   | 2015年1月 - 3月（第2期） | A-1 Pictures TROYCA | 『きららフォワード』で連載せずに、「まんがタイムKRコミックス フォワードシリーズ」で漫画版単行本を発行。『サクラクエスト』は第1巻第1話が2017年6月号に先行掲載された。 |
| サクラクエスト                                     | 2017年4月 - 9月          | P.A.WORKS           | 『きららフォワード』で連載せずに、「まんがタイムKRコミックス フォワードシリーズ」で漫画版単行本を発行。『サクラクエスト』は第1巻第1話が2017年6月号に先行掲載された。 |

### 映画化作品
- がっこうぐらし! - 2019年1月公開（実写）
- ゆるキャン△ - 2022年7月公開（アニメ）

### 舞台化作品
- 球詠 - 2021年6月・2022年2月公演。

### モーションコミック化作品
- はぢがーる - 2013年9月配信開始。
- 恋愛専科 - 2013年11月配信開始。
- となりの柏木さん - 2013年11月配信開始。

### ゲーム化作品
- ハナヤマタ - 2014年11月13日発売、機種：PlayStation Vita

この他、きらら系作品のスマートフォン向けクロスオーバーゲーム作品として、『きららファンタジア』が2017年12月11日に配信開始され、本誌からは『がっこうぐらし!』『夢喰いメリー』『ゆるキャン△』『ハナヤマタ』『あんハピ♪』『はるかなレシーブ』『球詠』『スローループ』が参加している。

## 連載中の作品
2025年9月号現在。（連載開始号の早い順＜増刊誌時代含む＞）太字は『COMIC FUZ』にて配信している。
- 球詠（マウンテンプクイチ、2016年6月号 - ・COMIC FUZでは金曜枠）
- 巴マミの平凡な日常（原案：Magica Quartet/漫画：あらたまい、2017年5月号 - ）※『まんがタイムきらら☆マギカ』より移籍[注 2]、2018年1月号 - 2021年11月号を除き隔月連載（奇数月号掲載）
- マギアレコード 魔法少女まどか☆マギカ外伝（原作：Magica Quartet/作画：富士フジノ、2018年10月号 - ）
- え? 結婚って3次元でもできるんですか?（著者：あらたまい/取材協力：とら婚[3]、2021年12月号 - ）※隔月連載（偶数月号掲載）
- 魔法使いロゼの佐渡ライフ（おみなえし、2022年10月号 - ）
- 花唄メモワール（一ノ瀬けい、2022年12月号[4] - ）
- しゅがー・みーつ・がーる!（白野アキヒロ、2021年8月号ゲスト、2023年6月号 - ）
- 仮想世界のテミス（原作：河瀬季（モノリス法律事務所）/漫画[注 3]：さくたつ。、2023年9月号 - 2025年9月号）
- ウクレア!（MIDORI、2024年4月号 - ）
- 地下アイドルを影で支える俺（松田あき、2024年7月号 - ）
- 純情エッチング（まめ猫、2024年10月号 - ）
- gg!（隼音ハヤオキ、2024年12月号 - ）
- 6億年の博物旅（みなぱか/監修：泉賢太郎、2025年2月号 - ）
- あまねくシグナル（はうあゆ、2025年7月号 - [5]）
- ゴスロリ横丁（城乃じゅんしん、2025年7月号 - [5]）

## 休載中の作品
- SA07（津留崎優、2019年9月号 - 2021年2月号掲載の後休載、同年4月号で長期休載告知）

## 過去に連載されていた主な作品
連載終了した作品のほか、長期休載中のものも含む。太字は『COMIC FUZ』にて配信している。
- VS御主人様 （大井昌和、増刊号Vol.1 - Vol.5）
- ファミレス☆スマイル （野々原ちき、増刊号Vol.1 - Vol.2）
- エデデン! （湖西晶、増刊号Vol.1 - Vol.10）
- Rusty bloom〜ラスティブルーム〜 （こよかよしの、増刊号Vol.1 - Vol.10）
- サイコスタッフ （水上悟志、増刊号Vol.1 - Vol.7）
- ドージンワーク （ヒロユキ、増刊号Vol.1 - Vol.3）
  - 他のきらら系雑誌での連載とは異なり、ストーリー漫画形式になっている。
- キミとボクをつなぐもの （荒井チェリー、増刊号Vol.1 - Vol.4、Vol.6、Vol.8、Vol.10、2007年11月号 - 2009年1月号まで奇数月号隔月掲載）
- Recht〜レヒト〜 （寺本薫、増刊号Vol.1 - 2009年1月号）
- 一年生になっちゃったら （大井昌和、増刊号Vol.1 - 2011年2月号、2011年2月号 - 2011年6月号は偶数月号、2011年7月号 - 2012年5月号は奇数月号、2012年8月号 - 2013年2月号まで偶数月号隔月連載・COMIC FUZでは木曜枠）
- オニナギ （石田あきら、増刊号Vol.1 - 2010年4月号）
- S線上のテナ （岬下部せすな、増刊号Vol.1 - 2010年10月号）
- ぽちたまっ! （真未たつや、増刊号Vol.2 - Vol.7）
- わさびアラモードっ!! （もみじ真魚、増刊号Vol.3ゲスト、増刊号Vol.6 - 2008年10月号）
- なきむしステップ （カザマアヤミ、増刊号Vol.4、2008年4月号ゲスト、2008年8月号 - 2010年5月号）
- とりねこ （野々原ちき、増刊号Vol.4 - 2008年6月号）
- のののリサイクル （原作：云熊まく/作画：綾見ちは、増刊号Vol.4 - 2008年11月号）
- くろがねカチューシャ （吉谷やしよ、増刊号Vol.4 - Vol.5、増刊号Vol.7 - 2007年11月号、2008年1月号ゲスト、2008年2月号 - 2009年2月号）
- 桃色シンドローム （高崎ゆうき、増刊号Vol.4 - 2010年2月号）
- 据次タカシの憂鬱（あどべんちゃら、増刊号Vol.4 - 2014年3月号）
  - 他作品と違い、4コマ形式で連載。
- みのりスクランブル! （ちはや深影、増刊号Vol.6 - 2007年11月号、2008年2月号）
- ろりーた絶対王政 （三嶋くるみ、増刊号Vol.8 - 2009年5月号）
- さつきばれっ! （真田一輝、2007年11月号 - 2008年8月号）
- 天より高く（現津みかみ、2007年11月号 - 2009年1月号）
- メガミのカゴ （松本ミトヒ。、2008年2月号 - 2010年1月号）
- 夢喰いメリー（牛木義隆、2008年5月号 - 2021年1月号・COMIC FUZでは月曜枠）
- いきなり☆ねこキック （むつきつとむ、2008年6月号 - 2009年6月号）
- トランジスタ・ティーセット〜電気街路図〜 （里好、2008年9月号 - 2011年11月号）
- 天秤は花と遊ぶ （卯花つかさ、2008年11月号 - 2009年10月号）
- 銘高祭! （TOBI、2009年1月号 - 2010年1月号）
- 乙女王子〜女子高漫研ホストクラブ〜 （888、2009年2月号 - 2009年10月号）
- 空色スクエア。 （双、2009年3月号 - 2011年2月号）
- 温泉惑星 （原作：かくばやしつよし/漫画：髙木信孝、2009年4月号 - 2009年9月号）
- 少女素数 （長月みそか、2009年6月号 - 2013年4月号）
- さんぶんのいち。（松沢まり、2009年8月号 - 2009年10月号） ※コミックエール!からの移籍連載
- 純真ミラクル100%（秋★枝、2009年8月号 - 2010年12月号） ※コミックエール!からの移籍連載
- 執事少女とお嬢様（真田一輝、2009年7月号 - 2011年1月号）
- となりの柏木さん（霜月絹鯊、2009年11月号 - 2016年10月号・COMIC FUZでは土曜枠）
- 大江山流護身術道場（KAKERU、2009年12月号ゲスト、2010年2月号 - 2011年2月号）
- キスメグルセカイ（ジェームスほたて、2010年1月号 - 2011年5月号まで奇数月号、8月号、10月号に隔月連載）
- わたしたちは皆おっぱい（東風実花、2010年1月号 - 2月号ゲスト、3月号 - 2011年1月号）
- 恋愛専科（ミズタマ、2010年2月号 - 2012年9月号）
- 7時間目の音符（志摩時緒、2010年3月号ゲスト、2011年1月号、3月号、5月号、7月号、9月号、11月号 - 2013年8月号・COMIC FUZでは木曜枠）
- 異国少女とすみれの花束（みずせ希跡、2010年4月号 - 2011年4月号）
- GoodGame（友吉、2010年6月号-2011年1月号）※コミックギアからの移籍連載
- ハナレビの楽園（水本正、2010年8月号 - 2012年6月号、偶数月号隔月連載）
- はじおつ。（卯花つかさ、2010年11月号 - 2011年4月号、2012年2月号 - 2014年5月号・COMIC FUZでは火曜枠）
- 聖アベリア女学院（山田姉妹、2010年10月号ゲスト、2011年5月号 - 2011年10月号）
- 麻宮さんの妹（あさの、2011年2月号 - 2013年1月号）
- 九十九のあまのじゃく（コバヤシテツヤ、2011年2月号 - 2012年3月号）
- せなかぐらし（カザマアヤミ、2011年2月号 - 2012年12月号）
- Dead or Live!（結城えいし、2011年2月号 - 2012年2月号）
- 魔法少女かずみ☆マギカ〜The innocent malice〜（原案：Magica Quartet/原作：平松正樹/漫画：天杉貴志、2011年3月号 - 2013年1月号）
- はぢがーる（みやびあきの、2011年6月号 - 2013年11月号[注 4]・COMIC FUZでは火曜枠）
- ハナヤマタ（浜弓場双、2011年6月号 - 2018年4月号・COMIC FUZでは木曜枠）
- ハームフルビューティフル（高崎ゆうき、2011年11月号 - 2013年2月号）
- 私がヒロインじゃない理由（鴻巣覚、2011年12月号 - 2013年1月号）
- 私が彼女で彼女が私で（橘あゆん、2012年2月号 - 2013年3月号）
- meth.e.meth（鶴淵けんじ、2012年2月号 - 2013年4月号）
- Zwart Closet（ムラ黒江、2012年4月号 - 2014年10月号）
- ふたりの恋愛書架（ヤマザキコレ、2012年4月号、6月号ゲスト、10月号 - 2013年9月号）
- がっこうぐらし!（原作：海法紀光（ニトロプラス）/作画：千葉サドル、2012年7月号 - 2020年1月号、特別編「おたより」として2020年8月号 - 2021年10月号（隔月連載（偶数月号掲載））・COMIC FUZでは土曜枠）
- トモダチログイン（井藤ななみ、2013年1月号 - 2014年2月号）
- 球場の令嬢（まりりん、2013年2月号 - 2014年3月号）
- あんハピ♪（琴慈[注 5]、2013年2月号 - 2019年1月号・COMIC FUZでは水曜枠）
- ブラックラック（玖乃緑、2013年3月号 - 2014年3月号）
- 魔カリキュラム!（chiimo、2013年3月号 - 2014年5月号）
- マリッジ・バトル!（ミズタマ、2013年4月号 - 2014年3月号）
- こなみっくす!（石津カユ、2013年4月号 - 2014年4月号）
- 愛しの花凛（堀泉インコ、2013年6月号 - 2015年2月号）
- ここが限界のオーバル学園（原作：大井昌和/作画：卷、2013年9月号 - 2015年7月号・COMIC FUZでは土曜枠）
- ぼっちな僕らの恋愛事情（志摩時緒、2013年10月号 - 2014年11月号）
- 魔法少女すずね☆マギカ（原案：Magica Quartet/漫画：GAN、2014年1月号 - 2015年1月号）
  - 第1巻を書き下ろし単行本として発行した後、第2巻以降の分を連載。
- ネクラの閃与師（橘あゆん、2014年3月号 - 2015年4月号）
- オンリーロンリーヴァンパイア（七路ゆうき、2014年4月号 - 2015年5月号）
- トリガーハッピーウィッチ!（原作：流圭/作画：ほた。、2014年4月号 - 2015年5月号）
- 描けない私のびだいじゅけん!（さわらの五庵、2014年5月号 - 2015年8月号）
- 病めるときも 健やかなるときも（崎由けぇき、2014年6月号 - 2015年9月号）
- おにまん〜おにとまんじゅう〜（みやびあきの、2014年6月号 - 2016年3月号）
- スモーキーゴッドエクスプレス（玄鉄絢、2014年6月号 - 2017年2月号）
- 鬼が出るか蛇が出るか（あどべんちゃら、2014年8月号 - 2017年7月号・COMIC FUZでは金曜枠）
- ようこそ幻界集落へ!（コト、2014年12月号 - 2016年8月号）
- そこテストにでます!（長月みそか、2015年2月号 - 2016年9月号・COMIC FUZでは木曜枠）
- 魔法図書館クレーネ（La-na、2015年1月号ゲスト、3月号 - 2016年2月号）
- バミれ、みどりちゃん!（八色、2015年3月号 - 2016年4月号）
- ルイは友を呼ぶ（井藤ななみ、2015年4月号 - 2016年5月号）
- 手と手を合わせて（茶みらい、2015年5月号 - 2016年4月号）
- 怪獣の飼育委員（島崎無印、2014年8月号、11月号、2015年1月号 - 2月号ゲスト、7月号 - 2016年3月号）
- ゆるキャン△（あfろ、2015年7月号 - 2019年4月号） ※『COMIC FUZ』金曜枠に移籍（現在はへやキャン△との交互の隔週で更新）
- ほおばれ!草食女子（あらたまい、2015年8月号 - 2017年12月号・COMIC FUZでは日曜枠）※2017年4月号より隔月連載（偶数月号掲載）
- 双角カンケイ。（タチ、2015年9月号 - 2017年2月号）
- はるかなレシーブ（如意自在、2015年10月号 - 2020年11月号・COMIC FUZでは土曜枠）
- メイデンス・オーダー（すたひろ、2016年4月号 - 2017年5月号）
- 硝子のピーシズ（椹木、2016年5月号 - 2016年8月号）
- なでしこドレミソラ（みやびあきの、2016年5月号 - 2018年12月号・COMIC FUZでは土曜枠）
- 45分間の魔法使い（藤代百、2016年7月号 - 2017年9月号）
- ちょっといっぱい!（火曜、2016年7月号 - 2023年5月号・COMIC FUZでは金曜枠）
- いつか私は、君を裏切る（桜井瑞希、2016年9月号 - 2018年4月号）
- ヨツコト（原作：双見酔/作画：中曽ねこ、2016年10月号 - 2019年2月号）
- 放課後のアルケミスト（プレジ和尚、2016年11月号 - 2017年12月号）
- こじらせ BOY meets GIRL!（霜月絹鯊、2017年1月号 - 2018年10月号）
- まんが家cherry!（さふぁ太、2017年5月号ゲスト、7月号 - 2018年6月号・COMIC FUZでは土曜枠）
- にじいろフォトグラフ（倉崎もろこ、2017年7月号 - 2019年2月号・COMIC FUZでは土曜枠）
- 江波くんは生きるのがつらい（藤田阿登、2017年4月号・6月号ゲスト、8月号 - 2018年10月号）※『きららベース』に移籍
- ブレイキンガールズ!（きりきり舞、2017年9月号 - 2018年8月号）
- ライター×ライター（原作：深見真/作画：コト、2017年12月号 - 2021年5月号）
- コスモファミリア*（ハノカゲ、2018年1月号 - 2019年10月号）
- おなクラの幽霊さん（あどべんちゃら、2018年7月号 - 2020年2月号・COMIC FUZでは金曜枠）
- スローループ（うちのまいこ、2018年6月号ゲスト、11月号 - 2025年4月号）※『COMIC FUZ』金曜枠に移籍[6]
- となりの柏木さん after days（霜月絹鯊、2019年1月号 - 2020年3月号）
- ひまりのまわり（桜木蓮、2019年1月号 - 2020年8月号）
- 桃ノ木家の四姉妹（まっくすめろん、2019年2月号 - 2021年4月号）
- あいらいく俳句（骨抜きチキン、2019年3月号 - 2021年7月号）
- デスサイズぷるるん（さふぁ太、2019年6月号 - 2021年2月号）
- 枯れセン（青木渚子、2019年7月号 - 2021年1月号）
- ねことちよ（せらみっく、2019年6月号・9月号ゲスト、11月号 - 2022年7月号）
- 中央線沿線少女（rioka、2019年6月号・8月号・9月号ゲスト、2020年3月号 - 2022年1月号・COMIC FUZでは土曜枠）
- 観音寺睡蓮の苦悩（カエルDX、2020年2月号ゲスト、4月号 - 2022年9月号）
- ゆめぐりっ!（いしいゆか、2020年7月号ゲスト、9月号 - 2022年5月号）
- キミと家族になるまで（霜月絹鯊、2020年9月号 - 2022年9月号）
- アネモネは熱を帯びる（桜木蓮、2021年1月号 - 2025年6月号[7]）
- 先輩、ちょっといいですか?（黒宮魚、2021年2月号 - 2022年10月号・COMIC FUZでは日曜枠）
- 音のレガート（ずいと、2021年2月号 - 2023年3月号・COMIC FUZでは金曜枠）
- さよなら幽霊ちゃん（sugar.、2021年4月号 - 2022年11月号・COMIC FUZでは月曜枠）
- 最果てのともだち（雪宮ありさ、2021年5月号 - 2022年11月号・COMIC FUZでは水曜枠）
- すぱいしーでいず!（原作：蒼山サグ/作画：きんつば、2021年8月号 - 2023年8月号）
- 追風のジン（牛木義隆、2021年9月号 - 2023年8月号）
- ほうかご再テンセイ!（そめちめ、2022年3月号 - 2023年9月号）
- ももいろモンタージュ（まめ猫、2022年6月号 - 2024年6月号）
- 色んな女の子とキスをしていたら、百合キスに目覚めてしまいました…。（betock、2022年7月号 - 2024年9月号）
- 高瀬さんはドル活に夢中です（師走ほりお、2022年11月号 - 2024年3月号）
- 異世界サウナへようこそ!～ルナちゃんはととのいたい～（はづき、2022年12月号[4] - 2024年12月号）
- 薪窯のパンドラ（原作：くずもちまつり/作画：誰がし、2023年1月号 - 2025年5月号）
- サキュバスイッチ（橘まなり、2023年3月号 - 2024年9月号）
- ネコかぶりアンコール!（おくりごま、2023年10月号 - 2025年6月号[7]）
- オールドヨコハマラジオアワー（青田めい、2023年11月号[8] - 2025年5月号）※ワイド4コマ

## 表紙の変遷
特定作品を長期に連続して表紙イラストに採用する現象は、4コマ誌と異なり、当誌にはほぼ見られない。ただしテレビアニメ放送期間中はその作品が表紙を担当する（他の『きらら』系雑誌と同様）。
順番は、基本的に【増刊誌時代】と【月刊誌時代】の、初表紙での作品/作者の通巻号を前に順番に記載。
【増刊誌時代】
1. オニナギ （石田あきら）（Vol.1（創刊号） - Vol.3）
2. S線上のテナ （岬下部せすな）（Vol.4、Vol.5、Vol.9、Vol.10）
3. わさびアラモードっ!! （もみじ真魚）（Vol.6、Vol.8）
4. のののリサイクル （云熊まく/綾見ちほ）（Vol.7）

【月刊誌】
1. S線上のテナ （岬下部せすな）（2007年10月号（独立創刊号）、2008年2月号、6月号、10月号、2009年2月号、8月号 - 9月号）
2. わさびアラモードっ!! （もみじ真魚）（2007年11月号）
3. 一年生になっちゃったら （大井昌和）（2007年12月号、2008年3月号、5月号、8月号、2009年4月号）
4. 桃色シンドローム （高崎ゆうき）（2008年1月号、4月号、7月号、2009年1月号）
5. なきむしステップ （カザマアヤミ）（2008年9月号）
6. 夢喰いメリー （牛木義隆）（2008年11月号 - 12月号、2009年6月号、11月号 - 12月号、2010年5月号、8月号 - 2010年10月号、12月号 - 2011年3月号、8月号 - 9月号、2012年3月号、5月号、9月号、11月号、2013年3月号、8月号、12月号、2014年4月号、2015年1月号、6月号、2019年12月号、2021年1月号）
7. メガミのカゴ （松本ミトヒ。）（2009年3月号）
8. 天秤は花と遊ぶ （卯花つかさ）（2009年5月号）
9. トランジスタティーセット〜電気街路図〜 （里好）（2009年7月号、2010年1月号、6月号）
10. 純真ミラクル100% （秋★枝）（2009年10月号、2010年2月号）
11. 空色スクエア。（双）（2010年3月号、7月号、11月号）
12. 少女素数 （長月みそか）（2010年4月号）
13. となりの柏木さん （霜月絹鯊）（2011年4月号、7月号、2012年2月号、2013年4月号、6月号、9月号、2014年3月号、2015年3月号）
14. 魔法少女かずみ☆マギカ〜The innocent malice〜 （天杉貴志）（2011年5月号、11月号、2012年4月号、10月号）
15. ハナヤマタ （浜弓場双）（2011年6月号、10月号、2012年1月号、8月号、2013年2月号、11月号、2014年2月号、5月号、6月号、9月号 - 11月号、2015年2月号、2016年1月号、9月号、12月号、2017年2月号、2018年1月号）
16. 7時間目の音符 （志摩時緒）（2011年12月号）
17. はぢがーる （みやびあきの）（2012年1月号、6月号、12月号）
18. がっこうぐらし! （千葉サドル）（2012年7月号、2013年1月号、5月号、7月号、10月号、2014年1月号、8月号、12月号、2015年4月号、7月号、9月号 - 11月号、2016年1月号、3月号、10月号、2017年1月号、5月号、2018年2月号、7月号、2019年2月号 - 4月号、10月号、2020年1月号）
19. ここが限界のオーバル学園 （卷）（2014年7月号）
20. ようこそ幻界集落へ! （コト）（2015年5月号）
21. あんハピ♪ （琴慈）（2015年8月号、12月号 - 2016年2月号、5月号 - 8月号、11月号、2017年4月号、7月号、12月号）
22. 双角カンケイ。 （タチ）（2016年4月号）
23. ゆるキャン△ （あfろ）（2017年3月号、6月号、8月号、11月号、2018年3月号 - 5月号）
24. はるかなレシーブ （如意自在）（2017年9月号、2018年6月号、8月号 - 11月号、2019年6月号、9月号、11月号）
25. ちょっといっぱい! （火曜）（2017年10月号、2018年12月号、2019年7月号、2020年9月号、2021年5月号、2023年4月号）
26. 球詠 （マウンテンプクイチ）（2019年1月号、5月号、8月号、2020年5月号、6月号、2021年4月号、2022年4月号、11月号、2023年5月号、11月号、2024年5月号、11月号、2025年6月号）
27. スローループ（うちのまいこ）（2019年11月号、2020年7月号、2021年2月号 - 3月号、2022年2月号、5月号、8月号、12月号、2023年9月号、2024年6月号）
28. マギアレコード（富士フジノ）（2020年2月号、4月号、2021年8月号、11月号、2024年7月号）
29. SA07（津留崎優）（2020年3月号）
30. がっこうぐらし！〜おたより〜（千葉サドル）（2020年8月号、2021年10月号）
31. 観音寺睡蓮の苦悩（カエルDX）（2020年10月号）
32. 中央線沿線少女（rioka）（2020年12月号）
33. キミと家族になるまで（霜月絹鯊）（2021年6月号）
34. アネモネは熱を帯びる（桜木蓮）（2021年7月号、2022年1月号、2023年1月号、8月号、2024年1月号、8月号、2025年2月号）
35. 追風のジン（牛木義隆）（2021年9月号、2022年3月号）
36. すぱいしーでいず!（きんつば）（2021年12月号）
37. ももいろモンタージュ（まめ猫）（2022年6月号、2023年6月号、12月号）
38. 色んな女の子とキスをしていたら、百合キスに目覚めてしまいました…。（betock）（2022年7月号、2023年7月号）
39. ほうかご再テンセイ（そめちめ）（2022年9月号、2023年3月号）
40. 魔法使いロゼの佐渡ライフ（おみなえし）（2022年10月号、2024年2月号、12月号、2025年8月号）
41. 異世界サウナへようこそ!～ルナちゃんはととのいたい～（はづき）（2023年2月号）
42. 花唄メモワール（一ノ瀬けい）（2023年10月号、2024年3月号、9月号）
43. しゅがー・みーつ・がーる!（白野アキヒロ）（2024年4月号、2025年3月号）
44. 純情エッチング（まめ猫）（2024年10月号、2025年4月号）
45. gg!（隼音ハヤオキ）（2025年1月号、7月号）
46. 6億年の博物旅（みなぱか)（2025年5月号、9月号）

- 2012年1月号は『ハナヤマタ』と『はぢがーる』の合同表紙。
- 2016年1月号は『ハナヤマタ』『がっこうぐらし!』『あんハピ♪』の3作品合同表紙。